# Antti Pitkänen
Antti Juho Pitkänen, född 5 oktober 1939 i Siilinjärvi, är en finländsk språkvetare.
Pitkänen blev filosofie doktor 1979. Han var 1980–1981 tillförordnad biträdande samt 1981–1984 biträdande och 1984–1999 professor i nordisk filologi vid Tammerfors universitet. Han disputerade på en avhandling i syntax, Binominala genitiviska hypotagmer i yngre nysvenska, och har även ägnat sig åt kvantitativ språkforskning och kontrastiv svensk-finsk grammatik. Han var prorektor för Tammerfors universitet 1987–1990.
Pitkänen har aktivt arbetat för nordismen, genom att bland annat anordna kulturveckor i Tammerfors. För dessa insatser belönades han 1997 av Kulturfonden för Sverige och Finland med fondens kulturpris.